# Exoprosopa formosula
Exoprosopa formosula är en tvåvingeart som beskrevs av Mario Bezzi 1921. Exoprosopa formosula ingår i släktet Exoprosopa och familjen svävflugor. Inga underarter finns listade i Catalogue of Life.